# Ahmed A. Karim
Ahmed A. Karim (* 17. März 1974 in Kairo/Ägypten) ist ein deutscher Psychotherapeut, Neuropsychologe und Gesundheitspsychologe mit Schwerpunkt Prävention.

## Leben
Ahmed A. Karim wurde in Kairo/Ägypten geboren. In Berlin erfolgte seine Schulbildung, die er 1994 mit dem Abitur abschloss. 1995 nahm er an der Freien Universität Berlin (FU) ein Studium der Psychologie und Neuropsychiatrie auf, 2001 ergänzt durch ein einjähriges Stipendium der Universität in Oxford/England. 2001 erwarb er an der FU Berlin den Grad eines Diplom-Psychologen. Von 2002 bis 2004 absolvierte Karim an der International Max Planck Research School of Neural and Behavioral Sciences in Tübingen ein postgraduales Master-Studium. Am selben Institut promovierte er 2009 als Stipendiat der Landesgraduiertenförderung Baden-Württemberg mit einer neurowissenschaftlichen Dissertation zum Doktor der Naturwissenschaften.
Nach anschließenden Forschungen zur nichtinvasiven Hirnrinden-Stimulation, Neuroplastizität und zu neuronalen Prozessen beim Lernen sowie einer klinischen Weiterbildung in Psychotherapie mit dem Schwerpunkt Verhaltenstherapie an der Tübinger Akademie für Verhaltenstherapie (TAVT) erhielt Karim 2011 die staatliche Approbation zum Psychotherapeuten.
Nach verschiedenen beruflichen Stationen in der ambulanten Gerontopsychiatrie und Jugendpsychiatrie nahm Ahmed A. Karim 2012 eine Gastprofessur an der Universitätsklinik für Neurologie und Psychiatrie in Assiut/Ägypten an. Im Wintersemester 2012/13 bekleidete er eine Professur für Klinische Psychologie, Neurorehabilitation und Methodenlehre an der Fachhochschule Arnstadt-Balingen. Seit 2014 ist er Professor für Prävention und Gesundheitspsychologie an der SRH Fernhochschule Riedlingen.

## Auszeichnungen
- 2010 Brain Products Young Scientist Award der Firma Brain Products für herausragende wissenschaftliche Beiträge zur EEG-Forschung mit dem Artikel „Brain oscillatory substrates of visual short-term memory capacity“ (Current Biology, 19, 2009)
- 2013 Young Investigator Award der European Brain and Behavioral Society (EBBS)[2]

## Mitgliedschaften
- European Platform for Life Sciences, Mind Sciences der Volkswagenstiftung, seit 2006

## Wissenschaftliche Veröffentlichungen (Auswahl)
- (zusammen mit Angelika Karger) Zur Kritik der Neurotheologie. In: Forum Technik, Theologie und Naturwissenschaft, 16, 2006, S. 19–37.
- Transcranial magnetic stimulation (TMS), neuroplasticity and learning. Tübingen 2009.
- Brain oscillatory substrates of visual short-term memory capacity. In: Current Biology, 19, 2009.
- (zusammen mit Martin Krippl) „Theory of Mind“ bei forensisch relevanten Störungen. In: J.L. Müller (Hrsg.): Neurobiologie forensisch-relevante Störungen. Stuttgart 2009, S. 248–259.
- Transcranial cortex stimulation as a novel approach for probing the neurobiology of dreams: Clinical and neuroethical implications. In: International Journal of dream research, 3(1), 2010, S. 17–20.
- (zusammen mit Niels Birbaumer, Andreas J. Fallgatter)Die Wahrheit über das Lügen: Neurophysiologische und Psychopathische Persönlichkeitszüge. In: J. Müller, M. Rösler, P. Briken (Hrsg.): Empirische Forschung in der forensischen Psychiatrie, Psychologie und Psychotherapie. Berlin 2012, S. 3–12.
- Migrantinnen und Migranten als Vorbilder: Erkenntnisse aus der Medien-, Lern- und Neuropsychologie. In: Stabsstelle für Integration und Gleichstellung der Universitätsstadt Tübingen (Hrsg.): Tübinger Talente. Kirchentellinsfurt 2014.

Ein vollständiges Publikationsverzeichnis ist einsehbar unter.